# تحلل تقويضي
تحلل تقويضي أو تحلل هدمي (بالإنجليزية: Catabolysis)‏ هو عَمليةٌ حيويةٌ حيثُ يَهْضِم الجِسم الدهون ونسيج العضلات مِن أجلِ البَقاءِ حيًا.
يحدث الأيضُ الهدمي فَقط عِندما لا يكون هُناك أي مَصدرٌ للبُروتين أو النشويات أو فَيتامينات التغذية التي تُغذي جَميع أنظمة الجسم وهي أصعب أنواع سوء التغذية.

## الآلية
بسبب مُعدل الأيض الطبيعي للبشرِ الأيض الهَدمي يُعدُ مُهَدِد للحياة فقط بعد 1-2 شهر من وقف التغذية للجسم. بعد تلك المُدة، فالضررُ يصل للعضلاتِ والأعضاء الأخري ويمكن أن يكون دائم أو يُمكن أن يُسببَ الوفاة في النهاية، إذا لمْ تَتِمَ مُعالجته. فالأيضُ الهدمي هو آخر ملجأ أيضي للجسم لإبقاء نَفْسَه فعال -خصوصًا الجهازالعصبي-.
خزانات البروتين -خصوصًا في نسيجِ العضلات-توفر الأحماض الأمينية اللازمة لعملية الايض الهدمي. الأحماضُ الأمينيةُ يتم إطلاقُها في الدمِ وتحويلها في الكبدِ مثل أحماض الألفا كيتو.
أحماض الألفا كيتو يُمكن أنْ يَتم تَحويلها لاحقًا لجلوكوزٍ لينظمَ مَراحلَ السكر في الدمِ.
الموقفُ يُمكن أن يُصبحَ مؤلم  بمجرد أن يبدأ الجسم في فُقدانِ كُتلة العضلات؛ فهذه إشارة بِأَن الدُهون قد تَم إستِهلاكُها وأصبح الجِسمُ الآن يهضم انسجة العضلات نفسها.
فهذا يَنتج عَنه الضُمور العَضلي، وفقدان القوة،  وفي النهاية، نَفاذُ النسيجِ العضلي كليًا.
فضَعْفُ العضلات ليس بالضرورةِ أن يَكون عَرَضٌ للأيضِ الهدمي: فالعضلات سوف تشعر طبيعيًا بإرهاق إذا لَمْ يَصِل إليهم أكسجين أوطاقةٍ كافيةٍ. في النهاية، الأيض الهدمي يُمكن أن يتطور لنقطةٍ لا رُجوعَ فِيها إذا حدث ان آلات الجسم لتركيب البروتين –والتي تكون هي نفسها مصنوعة من البروتين- قد تم تحللها للدرجة إنها لم تَعْد قَادرة على التعاملِ مع أي بروتين. في هذه المرحلة، فمحاولات تصحيح الضرر عن طريق إعطاءِ الغذاءِ أوالبروتين تَكون غيرِ مُجدية.
حيث يَمتلك الجِسم مَخزن طَبيعي للدهونِ «يطلق عليه ايضًا النسيج الدهني» والتي تُخزنُ الطاقة الاحتياطية. التي يُمكِنُ أن تُبقى الإنسانُ حيًا أثناء هَضم الجِسم للنسيجِ الدُهني وبالتالي يهضم الجسم نفسه دون أن يشعر الشخص بالجوع.
يُمكن للشخصِ خلال الأيض الهدمي أن يَمتلكَ كميةٍ كبيرةٍ من الليبدات، بروتين، وأحماض أمينية في تيار الدم، بسبب أن أليافَ العضلاتِ والأنسجةِ الدهنيةِ يتم تفْكِيكها وإرسالِها للجهازِ العصبي والمخ. ويُمكن للمَرئ أن يَظهُرَعليه الحُمى، لأنَ الجِسمُ يَعمل بِجهدٍ لنقلِ الغذاءِ والدهون في العضلات للدم.

## العلاج
بَينما يُمكِن للأيض الهدمي أن يكونَ مُمِيتًا مَع مُرورِالوقتِ، إذا تَم إعطاء العِلاج الطبي للشخصِ في وقتٍ مبكرٍ بما فيه الكِفاية، تَأثيرات الأيض الهدمي يُمكن أن تُبطلَ، فبالرغم من ذلك يمكن أن يحتاجَ الفردُ لتَغذية وريدية، نقل دم، و/أو تجديدٍ الأوكسجين. بعد ذلك، يُمكن أن تأخذ بِضعَ أسابيع أو بِضعَ شُهورٍ قبل أن تبدأ كُتلة العَضلات ورواسب الدهون في بناء نفسها مجددًا؛ وهناك احتمالية عَدم تَكوين نَفْسَها مرةٍ أخرى، حَسْبَ خُطورة الحالة.

## روابط خارجية
- https://www.niddk.nih.gov/research-funding/research-programs/metabolic-pathways